# Check (песня)
«check» ― песня канадского рэпера bbno$, выпущенная как сингл 10 февраля 2025 года. Видеоклип на песню был также выпущен 10 февраля 2025 года.
Песня набрала 10.4 миллиона прослушиваний на музыкальном стриминговом сервисе Spotify.

## История

### Семплирование
Песня "check" является семплом на известный хит 70-х "Low Rider" от группы War, выпущенный в 1975 году. Кроме того, в песне присутствуют элементы (вокал, текст) из другой песни bbno$ "Lalala", выпущенной в 2019 году совместно с американским музыкальным продюсером Y2K, ставшей популярной на видеоплатформе TikTok.

### Написание песни
Продюсером песни выступил музыкальный продюсер dwilly. Текст песни был написан bbno$ совместно с dwilly.

## Видеоклип
Видеоклип был выпущен 10 февраля 2025 года на видеоплатформе Youtube. Он был снят кинорежиссёром Ширазом Хиггинсом, который ранее уже снимал клипы на другие песни авторства bbno$, в частности, хиты "two" и "it boy" в 2024 году, "pogo" в 2022 году и многие другие, и спродюсирован Хизером Линдсей, ранее принимавшим участие в продюсировании клипов для "two" и "it boy" в 2024 году. Аниматором для клипа выступила Бекетт Микель, впервые для себя анимируя официальный видеоклип bbno$.

## Чарты
| Страна   | Высшая позиция |
| -------- | -------------- |
| Беларусь | 182            |
| Латвия   | 102            |
| Литва    | 138            |
| Эстония  | 53             |

| Страна         | Высшая позиция |
| -------------- | -------------- |
| Великобритания | 188            |

| Страна   | Высшая позиция |
| -------- | -------------- |
| Словения | 63             |